# Mogasavara, Belur
Mogasavara là một làng thuộc tehsil Belur, huyện Hassan, bang Karnataka, Ấn Độ.